# Shayne Ward
Shayne Ward (* 15. Oktober 1984 in Manchester) ist ein britischer Sänger. In seinem Heimatland wurde er Ende 2005 durch den Gewinn zweiten Staffel der Castingshow The X Factor bekannt.

## Leben
Ward wurde als jüngstes von sieben Geschwistern einer Pavee-Familie geboren. Erste Erfahrungen im Fernsehen sammelte er 2002 während seiner Teilnahme an der Castingshow Popstars: The Rivals des britischen Fernsehsenders ITV. Hier erreichte er das Finale der besten 30, schied aber dann aus.
2005 nahm er erneut an einer Castingshow teil. Unter den Fittichen seines Mentors Louis Walsh erreichte er bei The X Factor als Sieger der Gruppe der 16- bis 24-Jährigen das Finale. In der Abstimmung der letzten Show am 17. Dezember 2005 setzte Ward sich dann mit 1,2 % Stimmenvorsprung gegen seinen Kontrahenten Andy Abraham durch. Insgesamt wurden über 10,8 Millionen Stimmen abgegeben.
Am 21. Dezember 2005 erschien Wards Debütsingle That's My Goal, mit der er auf Anhieb die Spitze der britischen Charts erreichte und einen Weihnachts-Nummer-eins-Hit landete. Allein am ersten Tag wurden von der Single 313.000 Kopien verkauft, damit liegt sie in der Liste der sich am schnellsten verkauften Singles in Großbritannien auf Rang 3.
Anfang 2013 nahm er an der achten Staffel der Eiskunstlaufshow Dancing on Ice teil.

## Diskografie
Alben
- 2006: Shayne Ward
- 2007: Breathless
- 2010: Obsession
- 2015: Closer

Singles
- 2005: That’s My Goal
- 2006: No Promises
- 2006: Stand by Me

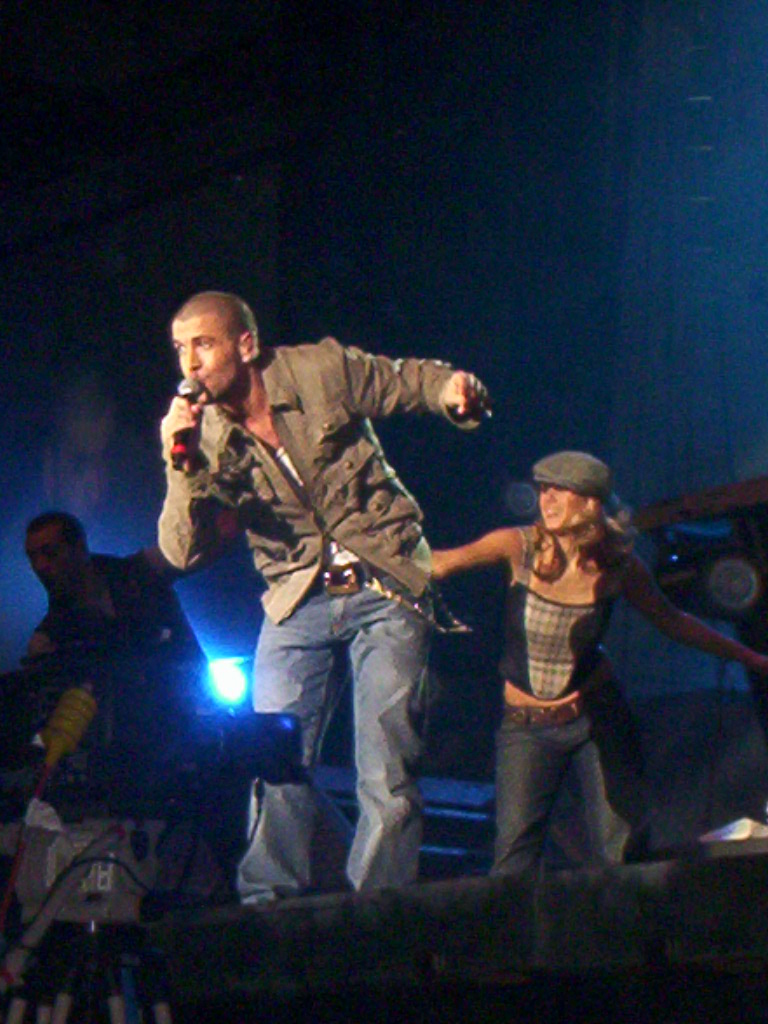
Shayne Ward (2007)

- 2007: No U Hang Up / If That’s OK with You
- 2007: Breathless
- 2010: Gotta Be Somebody
- 2011: Obsession (Promo)
- 2011: Must Be a Reason (feat. J Pearl)
- 2014: Falling Slowly (mit Louise Dearman)
- 2015: My Heart Would Take You Back

## Auszeichnungen für Musikverkäufe
| Goldene Schallplatte - Dänemark - 2008: für die Single No U Hang Up 4× Platin-Schallplatte - Irland - 2006: für das Album Shayne Ward 5× Platin-Schallplatte - Irland - 2007: für das Album Breathless |

Anmerkung: Auszeichnungen in Ländern aus den Charttabellen bzw. Chartboxen sind in ebendiesen zu finden.
| Land/RegionAuszeichnungen für Musikverkäufe (Land/Region, Auszeichnungen, Verkäufe, Quellen) | Silber     | Gold  | Platin       | Verkäufe  | Quellen        |
| -------------------------------------------------------------------------------------------- | ---------- | ----- | ------------ | --------- | -------------- |
| Dänemark (IFPI)                                                                              | —          | Gold1 | —            | 7.500     | hitlisten.nu   |
| Irland (IRMA)                                                                                | —          | —     | 9× Platin9   | 135.000   | irishcharts.ie |
| Vereinigtes Königreich (BPI)                                                                 | 3× Silber3 | —     | 4× Platin4   | 2.260.000 | bpi.co.uk      |
| Insgesamt                                                                                    | 3× Silber3 | Gold1 | 13× Platin13 |           |                |